# Ariyalur (huyện)
Huyện Ariyalur là một huyện thuộc bang Tamil Nadu, Ấn Độ. Thủ phủ huyện Ariyalur đóng ở Ariyalur. Huyện Ariyalur có diện tích 1939 ki lô mét vuông. Đến thời điểm năm 2001, huyện Ariyalur có dân số 694058 người.